# Paolo Pulciani
Paolo Pulciani (Roma, 3 febbraio 1972) è un politico italiano.

## Biografia
Nato a Roma nel 1972, ha conseguito la laurea in giurisprudenza all'Università La Sapienza e dal 2002 è iscritto all'albo degli avvocati della provincia di Frosinone.
Nel 1995 è stato eletto per la prima volta consigliere comunale a Pofi. Rieletto nel 2002, è rimasto ininterrottamente in consiglio fino al 2022. Ha ricoperto anche gli incarichi di vicesindaco e assessore dal 1995 al 1998 e dal 2012 al 2017, e presidente del consiglio comunale dal 2002 al 2007 e dal 2017 al 2022.
Alle elezioni politiche del 2022 viene eletto deputato nel collegio plurinominale Lazio 2.